# Robert Faurisson
Robert Faurisson (ur. 24 stycznia 1929 w Shepperton, zm. 21 października 2018 w Vichy) – francuski literaturoznawca, publicysta, negacjonista. Opublikował szereg prac negujących Holocaust i istnienie komór gazowych.

## Życiorys
W pierwszej połowie lat 80. Faurisson stał się na Zachodzie przedmiotem ożywionej dyskusji o granice wolności wypowiedzi. Prawa Faurissona do przedstawienia swoich opinii bronił m.in. amerykański pisarz i publicysta Noam Chomsky, podkreślając jednocześnie, że poglądy historyczne Faurissona są „diametralnie różne od tych, które często wyrażałem na piśmie (np. w mojej książce Peace in the Middle East?, gdzie opisuję Holocaust jako 'najbardziej fanatyczną manifestację ludzkiego szaleństwa’)”.
Poglądy Faurissona uznane zostały jednoznacznie za nieprawdziwe przez wspólnotę naukową. Pierwszej publikacji jego tekstu w „Le Monde” w 1978 r. towarzyszyła polemika ze strony zawodowych historyków Olgi Wormser-Migot i Georges’a Wellersa. Inni jednak zdziwieni byli tym, że dziennik opublikował artykuł Faurissona, który dzięki tej publikacji znalazł się w sferze publicznej. Pierre Vidal-Naquet pisał na przykład: „Czy możemy sobie wyobrazić, że astrofizyk wchodziłby w rozmowę z ‘badaczem’, który twierdziłby, że Księżyc zrobiony jest z sera Roquefort?”.
Na mocy uchwalonej w 1990 tzw. Ustawy Gayssota (Loi Gayssot) Faurisson, za głoszenie negacjonizmu, został w 1991 usunięty z profesury literatury uniwersytetu w Lyonie (Université Lumière, Lyon 2).